# 섬아연석

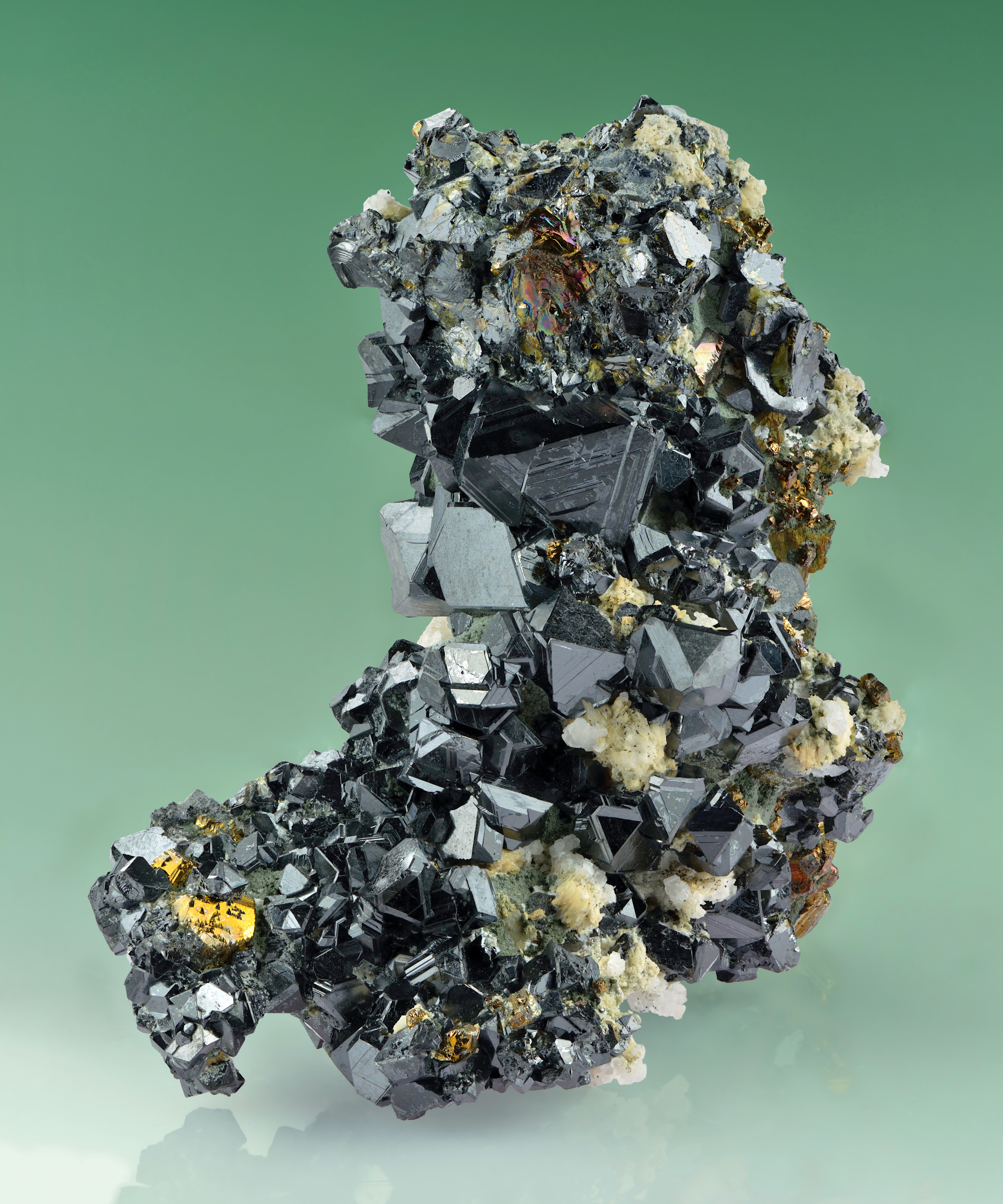

섬아연석(Sphalerite)은 화학식 (Zn,Fe)S을 이루는 황화 광물이다. 가장 중요성이 높은 아연 광석이다. 섬아연석은 다양한 광상으로 발견된다. 방연석, 황동석, 황철석, 방해석, 백운암 (암석), 석영, 능망가니즈광, 형석과 함께 발견된다.
독일의 지질학자 에른스트 프리드리히 글로커가 1847년 처음 발견하였다.

## 같이 보기
- 광물 목록